# Miguel Zamacoïs
Miguel Louis Pascal Zamacoïs (8 de septiembre de 1866 en Louveciennes - 22 de marzo de 1955 en París) fue un escritor francés, hijo del pintor español Eduardo Zamacois y Zabala. Además fue sobrino del historiador y escritor Niceto de Zamacois, de la soprano Elisa Zamacois y del actor Ricardo Zamacois, siendo primo del escritor Eduardo Zamacois.

## Biografía
Miguel Louis Pascal Zamacoïs nació el 8 de septiembre de 1866 en Louveciennes, Francia. Era hijo del renombrado pintor español Eduardo Zamacois y Zabala y de la francesa Marie-Louise-Héloïse Perrin, casados en 1865. Por parte de padre tenía una veintena de tíos y numerosos primos, muchos de ellos consagrados a distintas profesiones artísticas. Aunque su familia paterna era enteramente de Bilbao, el origen del apellido familiar se sitúa en Hasparren (País Vasco francés), donde el apellido se transcribía Samacoys en el siglo XVIII.
Tras el prematuro fallecimiento de su padre el 12 de enero de 1871, nació su hermana Marie Hélène Zamacoïs el 14 de septiembre de 1871.
En un principio se inició tanto el la pintura como en la escritura, aunque pronto comenzó a destacar en esta segunda disciplina a la que se dedicó enteramente: fue periodista, novelista, poeta y dramaturgo. Gozó de gran éxito y se relacionó con grandes artistas de París.
El 15 de diciembre de 1931 se casó con Marie Thérèse Ozanne en Versalles.
Falleció a los 88 años, el 22 de marzo de 1955 en París, fue enterrado en el panteón de su cuñado el pintor Jean Alfred Marioton.

## Obra
- Le vélocipède à travers les âges (1893)
- Dites-nous donc quelque chose! (1896)
- Sang de navet (1901)
- Voyons voir (1901)
- L'agence Léa (1902)
- La Chemise (1902)
- Hier et demain! (1902)
- La Lavande philosophe! (1902)
- L'Oreiller (1902)
- Au bout du fil (1903)
- Au public (1903)
- Le Chou et la perdrix (1903)
- Soyons optimistes (1903)
- Bohèmos (1904)
- Le Gigolo (1905)
- Les plaintes du souffleur (1906)
- Redites-nous quelque chose! (1906)
- Les Bouffons (1907)
- L'arriviste (1908)
- Le roi arrive (1910)
- L'étoile en chambre (1910)
- La fleur merveilleuse (1910)
- La dame du second (1910)
- L'Arche de Noé (1911)
- Nos comédiennes jugées par leur écriture (1911)
- La dame au rendez-vous (1912)
- L'Enfant de sept ans (1915)
- L'Ineffaçable (1916)
- Le Signal (1917)
- Lettres de guerre, 1914-1915. Elle et lui (1917)
- Les Choses qui parlent, 1914-1918 (1918)
- L'Avant (1918)
- Les sacrifices (1918)
- Monsieur Césarin, écrivain public (1919)
- Les Rêves d'Angélique (1919)
- Deux femmes et un télé phone (1920)
- L'Inconsolable (1921)
- L'Homme aux dix femmes (1921)
- Le Passage de Vénus (1921)
- Le beau garçon de l'ascenseur (1922)
- Les petits lits blancs (1922)
- Feux follets et fantômes (1923)
- Une dame filée (1925)
- Qu'est-ce que l'humour? (1925)
- Seigneur Polichinelle (1925)
- Graphologue (1926)
- L'Hôtel des ventes (1926)
- Un singulier roman d'amour (1926)
- La Poule (1930)
- L'Averse et le parapluie (1927)
- Sur la tombe de Loti (1927)
- Le chat, la belette et le petit lapin (1929)
- Les Classiques ont menti (1929)
- La complainte du fromage (1931)
- Le Costume (1936)
- Annales du théâtre amateur (1946)
- Echec au Roi (1947)
- Pinceaux et stylos (1948)
- Chant nostalgique (1949)
- Alain de Kerogan, chevalier errant (1954)